# Kaschuben-Hahnenfuß
Der Kaschuben-Hahnenfuß (Ranunculus cassubicus), auch  Wenden-Goldhahnenfuß genannt, ist eine Pflanzenart aus der Familie der Hahnenfußgewächse (Ranunculaceae).

## Verbreitung und Standort
Die Art ist in Skandinavien, Mittel- und Osteuropa bis nach Westsibirien verbreitet. Sie wächst vor allem in Eichen-Hainbuchen- und Bruchwäldern in schattiger oder halbschattiger Lage auf frischen, humosen oder moorigen Böden.

## Beschreibung
Der Kaschuben-Hahnenfuß ist eine robuste, stark verzweigte, mehrjährige krautige Pflanze, die eine Wuchshöhe zwischen 25 und 60 cm erreicht. Charakteristisch für die Art sind die bis 15 cm großen, runden, unregelmäßig gekerbten Grundblätter mit nierenförmigem Blattgrund, deren Basalbucht V-förmig bis nahezu geschlossen ist. Es können ein oder zwei Grundblätter vorkommen, selten auch drei. Die stängelständigen, ungestielten Blätter sind hingegen breit lanzettlich und gezähnt.  
Die radiärsymmetrische Blüte hat einen Durchmesser von 2 bis 3 cm. Die eiförmigen Kronblätter sind goldgelb. Der Blütenboden (Torus) ist fast immer dicht behaart. Die Blütezeit liegt später als beim Scharbockskraut, aber vor der der meisten anderen Hahnenfuß-Arten.

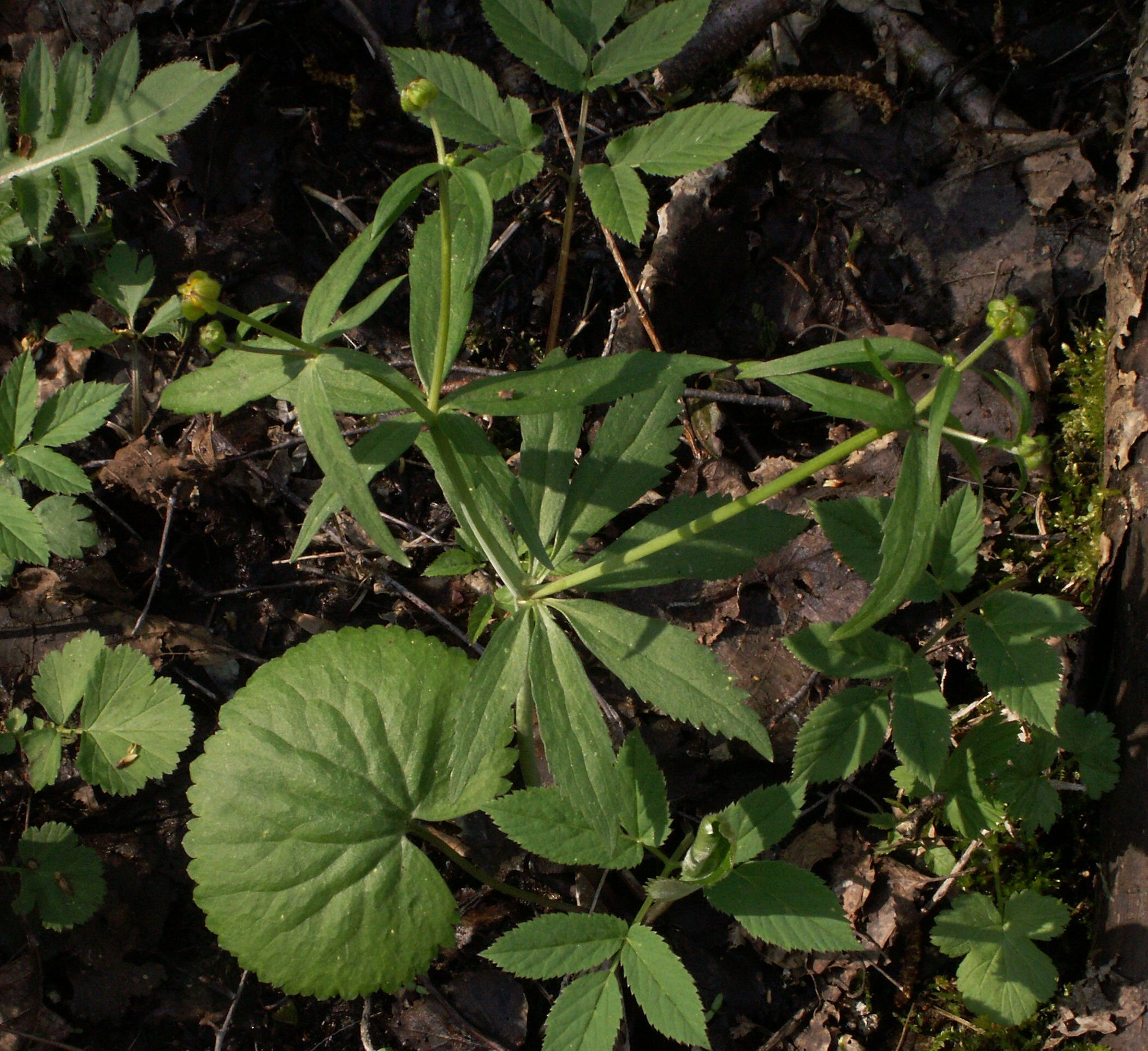
Habitus
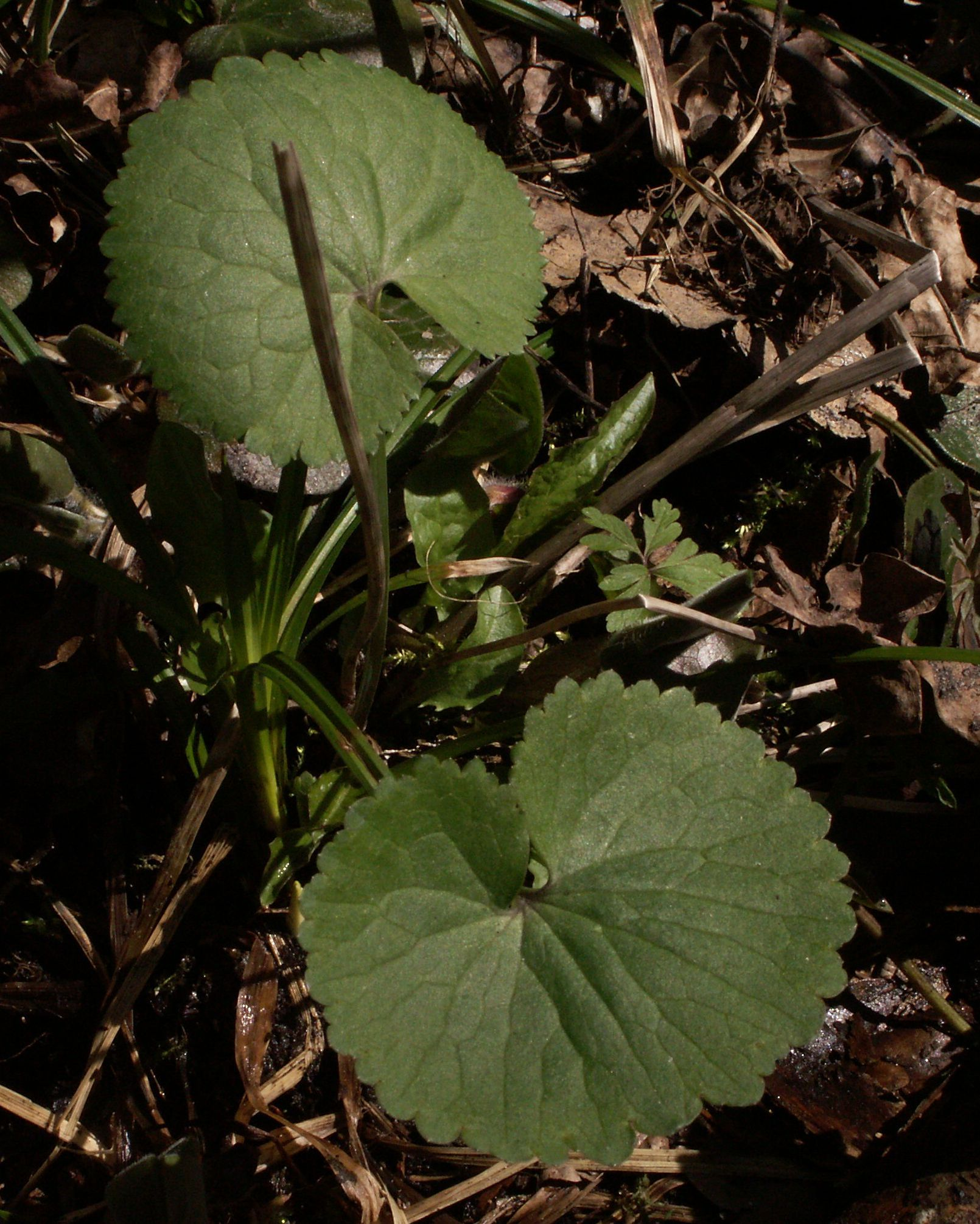
Charakteristische Grundblätter

## Systematik
Ranunculus cassubicus gehört zur Artengruppe des Gold-Hahnenfußes (Ranunculus auricomus agg.). Apomiktische Fortpflanzung hat die Entstehung einer Vielzahl von nah verwandten, ähnlich aussehenden Sippen mit meist relativ kleinen Arealen begünstigt. Diese sind noch unzureichend erforscht und nur zu einem kleinen Teil beschrieben. Von etlichen Artengruppen, die teilweise als Serien aufzufassen sind, kann eine Gruppe relativ klar und möglicherweise als monophyletisch abgetrennt werden: die Subsektion Cassubici G.H. Loos. Vertreter dieser Gruppe werden in der Literatur auch als Ranunculus cassubicus agg. zusammengefasst. Eine endgültige Sicherheit in der Systematik besteht derzeit noch nicht.